# فرودگاه شهری آدیسون
فرودگاه شهری آدیسون (به انگلیسی: Addison Municipal Airport) یک فرودگاه همگانی بهره‌برداری هوایی است که یک باند فرود چمن دارد و طول باند آن ۸۰۲ متر است. این فرودگاه در شهر آدیسون (آلاباما) کشور ایالات متحده آمریکا قرار دارد و در ارتفاع ۲۴۰ متری از سطح دریا واقع شده‌است.